# العلاقات الأرجنتينية اللوكسمبورغية
العلاقات الأرجنتينية اللوكسمبورغية هي العلاقات الثنائية التي تجمع بين الأرجنتين ولوكسمبورغ.

## مقارنة بين البلدين
هذه مقارنة عامة ومرجعية للدولتين:
| وجه المقارنة                                              | الأرجنتين                                               | لوكسمبورغ                                                     |
| --------------------------------------------------------- | ------------------------------------------------------- | ------------------------------------------------------------- |
| المساحة (كم2)                                             | 2.78 مليون                                              | 2.59 ألف                                                      |
| عدد السكان (نسمة)                                         | 44.27 مليون                                             | 599.45 ألف                                                    |
| الكثافة السكانية (ن./كم²)                                 | 15.92                                                   | 231.45                                                        |
| العاصمة                                                   | بوينس آيرس                                              | لوكسمبورغ                                                     |
| اللغة الرسمية                                             | اللغة الإسبانية                                         | اللغة اللوكسمبورغية، لغة فرنسية، اللغة الألمانية              |
| العملة                                                    | البيزو الأرجنتيني 1983 ‏، بيزو أرجنتيني، أسترال أرجنتيني | يورو، فرنك لوكسمبورغ                                          |
| الناتج المحلي الإجمالي (بليون دولار)                      | 637.59 مليار                                            | 62.40 مليار                                                   |
| الناتج المحلي الإجمالي (تعادل القوة الشرائية) بليون دولار | 883.02 مليار                                            | 58.13 مليار                                                   |
| الناتج المحلي الإجمالي الاسمي للفرد دولار أمريكي          | 13.43 ألف                                               | 101.45 ألف                                                    |
| الناتج المحلي الإجمالي للفرد دولار أمريكي                 |                                                         | 101.93 ألف                                                    |
| مؤشر التنمية البشرية                                      | 0.827                                                   | 0.892                                                         |
| رمز المكالمات الدولي                                      | +54                                                     | +352                                                          |
| رمز الإنترنت                                              | .ar                                                     | .lu                                                           |
| المنطقة الزمنية                                           | 00                                                      | توقيت وسط أوروبا، ت ع م+01:00، ت ع م+02:00، أوروبا/لوكسمبورج ‏ |

## منظمات دولية مشتركة
يشترك البلدان في عضوية مجموعة من المنظمات الدولية، منها:
| علم المنظمة | اسم المنظمة                               | تاريخ انضمام الأرجنتين | تاريخ انضمام لوكسمبورغ |
| ----------- | ----------------------------------------- | ---------------------- | ---------------------- |
|             | البنك الإفريقي للتنمية                    | ?                      | ?                      |
|             | منظمة الشرطة الجنائية الدولية             | ?                      | ?                      |
|             | الاتحاد البريدي العالمي                   | ?                      | ?                      |
|             | منظمة التجارة العالمية                    | ?                      | ?                      |
|             | الفريق المعني برصد الأرض                  | ?                      | ?                      |
|             | مجموعة الموردين النوويين                  | ?                      | ?                      |
|             | مؤسسة التنمية الدولية                     | 3 أغسطس 1962           | 4 يونيو 1964           |
|             | مؤسسة التمويل الدولية                     | 13 أكتوبر 1959         | 4 أكتوبر 1956          |
|             | منظمة حظر الأسلحة الكيميائية              | ?                      | ?                      |
|             | الأمم المتحدة                             | 24 أكتوبر 1945         | 24 أكتوبر 1945         |
|             | الاتحاد الدولي للاتصالات                  | 1889                   | 2 مارس 1866            |
|             | البنك الدولي للإنشاء والتعمير             | 20 سبتمبر 1956         | 27 ديسمبر 1945         |
|             | مجموعة أستراليا                           | 1993                   | 1985                   |
|             | المركز الدولي لتسوية المنازعات الاستشارية | 18 نوفمبر 1994         | 29 أغسطس 1970          |
|             | وكالة ضمان الاستثمار متعدد الأطراف        | 11 فبراير 1992         | 29 أغسطس 1991          |
|             | نظام تحكم تكنولوجيا القذائف               | 1993                   | 1990                   |
|             | يونسكو                                    | 15 سبتمبر 1948         | 27 أكتوبر 1947         |

## وصلات خارجية
- موقع وزارة الخارجية الأرجنتينية
- موقع وزارة الخارجية اللوكسمبورغية